# Rika
Rika je žensko osebno ime.

## Izvor imena
Ime Rika je ženska oblika moškega osebnega imena Rihard oziroma različica ženskega imena Henrika.

## Pogostost imena
Po podatkih Statističnega urada Republike Slovenije je bilo na dan 31. decembra 2007 v Sloveniji število ženskih oseb z imenom Rika: 16.

## Osebni praznik
Osebe z imenom Rika lahko godujejo takrat kot osebe z imenom Rihard oziroma Henrika.